# Dickinson (North Dakota)
Dickinson is een plaats (city) in de Amerikaanse staat North Dakota, en valt bestuurlijk gezien onder Stark County.

## Demografie
Bij de volkstelling in 2000 werd het aantal inwoners vastgesteld op 16.010.
In 2006 is het aantal inwoners door het United States Census Bureau geschat op 15.636, een daling van 374 (-2,3%).

## Geografie
Volgens het United States Census Bureau beslaat de plaats een oppervlakte van
24,6 km², waarvan 24,5 km² land en 0,1 km² water.

## Plaatsen in de nabije omgeving
De onderstaande figuur toont nabijgelegen plaatsen in een straal van 36 km rond Dickinson.

## Geboren in Dickinson
- Byron Dorgan (1942), politicus
- Kellan Lutz (1985), acteur